# فریونا (تگزاس)
فریونا، تگزاس(به انگلیسی: Friona, Texas) شهری در ایالت تگزاس از ایالات جنوبی ایالات متحده آمریکا است. در سرشماری سال ۲۰۰۰، جمعیت این شهر ۳۸۵۴ نفر اعلام شد.